# Мінсвілл (Джорджія)
Мінсвілл (англ. Meansville) — місто (англ. city) в США, в окрузі Пайк штату Джорджія. Населення — 266 осіб (2020).

## Географія
Мінсвілл розташований за координатами 33°3′5″ пн. ш. 84°18′38″ зх. д. / 33.05139° пн. ш. 84.31056° зх. д. (33.051471, -84.310450).  За даними Бюро перепису населення США в 2010 році місто мало площу 1,37 км², з яких 1,31 км² — суходіл та 0,06 км² — водойми.

## Демографія
Згідно з переписом 2010 року, у місті мешкали 182 особи в 73 домогосподарствах у складі 58 родин. Густота населення становила 133 особи/км².  Було 89 помешкань (65/км²).
Расовий склад населення:
| - 74,2 % — білих - 22,5 % — чорних або афроамериканців |

До двох чи більше рас належало 3,3 %. Частка іспаномовних становила 0,5 % від усіх жителів.
За віковим діапазоном населення розподілялося таким чином: 22,0 % — особи молодші 18 років, 53,3 % — особи у віці 18—64 років, 24,7 % — особи у віці 65 років та старші. Медіана віку мешканця становила 47,0 року. На 100 осіб жіночої статі у місті припадало 71,7 чоловіків;  на 100 жінок у віці від 18 років та старших — 77,5 чоловіків також старших 18 років.
Середній дохід на одне домашнє господарство  становив 46 775 доларів США (медіана — 51 250), а середній дохід на одну сім'ю — 46 289 доларів (медіана — 44 500). За межею бідності перебувало 10,2 % осіб, у тому числі 0,0 % дітей у віці до 18 років та 20,5 % осіб у віці 65 років та старших.
Цивільне працевлаштоване населення становило 67 осіб. Основні галузі зайнятості: освіта, охорона здоров'я та соціальна допомога — 37,3 %, фінанси, страхування та нерухомість — 19,4 %, науковці, спеціалісти, менеджери — 10,4 %, транспорт — 9,0 %.